# Albert Brännlund
Johan Albert Brännlund född 4 oktober 1884 i Fors församling, Jämtlands län, död 13 december 1960 i Ragunda församling, Jämtlands län, svensk kompositör, spelman och violinist. Han är kanske mest känd för att ha komponerat valsen Hammarforsens brus, som bl.a. Calle Jularbo spelat in, men han komponerade en mängd låtar med titlar som Vildmarkens poesi och Trolldans i Wettaberget. Förutom kompositör och amatörviolinist var Albert Brännlund tillsammans med sin bror Arvid Brännlund bärare av östra Jämtlands spelmanstradition. Båda bröderna blev inspelade under 1950- och 60-talen, den senare även inspelad på fonografcylinder 1923 och representerad i Svenska låtar - Jämtland och Härjedalen. En del av repertoaren hade sitt ursprung i Ångermanland då bröderna på fädernet härstammade från Långsele.

## Filmmusik
- 1948 – Hammarforsens brus

## Diskografi
- 1979 – Albert Brännlund med Hammarforsens brus - Låtar av och med Albert Brännlund (LP med Albert, Arvid och Kjell Brännlund samt Ulla Larsson Brännlund och Ruth Johansson, prod. för GSM av Göran Sjölén)